# Јохан Бенедикт Листинг
Јохан Бенедикт Листинг (Франкфурт на Мајни, 25. јул 1808 — Гетинген, 24. децембар 1882) је био немачки математичар.

## Младост и образовање
Ј. Б. Листинг рођен је у Франкфурту и преминуо је у Гетингену. Завршио је студије на Универзитету у Гетингену 1834., а 1839. је наследио Вилхелма Вебера као професор физике.

## Каријера
Листинг је први увео појам "топологије" како би заменио старији појам "geometria situs" (такође називано "Analysis situs"), у познатом чланку објављеном 1847., иако је користио појам неколико година раније. Открио је (самостално) особине Мебијусове траке, или полу заврнуте траке, истовремено (1858.) кад и Август Фердинанд Мебијус и отишао корак даље у истаживању особина трака са заврнућима вишег реда (парадромични прстенови). Открио је топологијске инваријације коју су назване Листингови бројеви.
У офталмологији, Листингов закон описује основни елемент координације екстраокуларних мишића.
У геодезији, сковао је 1872. термин "геоид" за идеализовану геометријску површ Земљине фигуре, као што је претходно концептуализовао његов докторски саветник Гаус. 

## Лични живот
Листингова унука била је британска ратна уметница Ана Ери, ћерка његове млађе ћерке Ане.